# Rijksweg 76
Rijksweg 76 is een west-oost-autosnelweg die van België naar Duitsland loopt door het zuiden van Nederlands Limburg. De weg heeft een totale lengte van 27 kilometer.

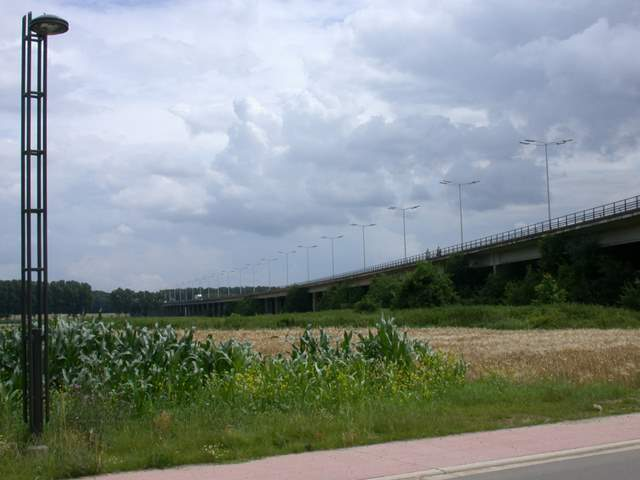
De Scharbergbrug

De A76 begint op de brug over de Maas en het Julianakanaal bij Stein (de Scharbergbrug) als het vervolg van de E314 vanuit België. Deze weg heeft in België de naam A2. De feitelijke grens ligt in het midden van de Maas, maar het punt waarop de weg in het werkelijke beheer is van Nederland is pas aan de oostzijde van de brug, nadat deze ook het Julianakanaal overgestoken is.
Via het knooppunt Kerensheide komt het verkeer vanaf de Nederlandse A2 op de weg uit. Via een fly-over komt het verkeer van de A2 uit het noorden op de A76 in oostelijke richting, die dan tot Geleen 3 rijstroken telt. In westelijke richting heeft de A76 tussen Geleen en het knooppunt over één kilometer zelfs 4 rijstroken. Bij Geleen voert de A76 midden door het chemisch industrieterrein Chemelot. Er zijn verschillende pijpleidingen voor chemische producten die over en onder de snelweg lopen.
Na Geleen te hebben gepasseerd vervolgt de weg zich in oostelijke richting naar Heerlen over een zeer bochtig stuk. Dit gedeelte is in de jaren 50 en 60 van de twintigste eeuw aangelegd en daarmee het oudste gedeelte. De A76 volgt hier over zo'n 7 kilometer van Spaubeek tot knooppunt Ten Esschen ongeveer de spoorlijn Sittard - Herzogenrath. Soms ligt de weg direct langs de spoorlijn, op andere plaatsen is er maximaal 400 meter tussen de snelweg en de spoorlijn. Bij zowel Schinnen als Nuth doorsnijdt de A76 de dorpen en deelt deze in tweeën. Naar verwachting zal de bocht bij Nuth-centrum in de toekomst verdwijnen, want er zijn plannen om de volledige aansluiting daar opnieuw aan te leggen. Dit heeft gevolgen voor de omliggende gebouwen, waaronder de waardevolle kasteelboerderij De Dael. Door de verdere uitbreiding van de infrastructuur rondom de noordelijker gelegen afrit Nuth bij de aanleg van de buitenring Parkstad Limburg in 2019 is de afrit bij Schinnen vervallen, zodat hier meer ruimte is en het verkeer hier geen last meer heeft van in- en uitvoegend verkeer. Tevens waren er plannen om de A76 tussen Nuth en knooppunt Ten Esschen naar drie rijstroken per richting te verbreden. Dit gedeelte van de A76 is onderdeel gaan uitmaken van de Ring Parkstad en als gevolg daarvan werd een toename van de verkeersdrukte verwacht. De verbreding is niet uitgevoerd.
Bij het knooppunt Ten Esschen buigt de snelweg af naar Aken. De oorspronkelijke route liep hier naar Heerlen, maar dit is sinds 1976 de autoweg N281. Het stuk zuidoostelijk van dat knooppunt is het nieuwste gedeelte, aangelegd in de jaren 70 van de twintigste eeuw en heeft weinig aansluitingen. Dit gedeelte kan wel als 'on-Nederlands' worden beschouwd door de helling met klimstrook (5%) bij Simpelveld en de ligging op een vrij hoog talud. De skyline van Heerlen is vanaf hier goed te zien. Bij het knooppunt Kunderberg bestaat een aansluiting op de A79. Vanaf de A76 bestaat de mogelijkheid af te buigen richting Maastricht vanuit zowel de richting Aken als Geleen. Komende vanuit Maastricht krijgt het verkeer de mogelijkheid de A76 richting Geleen of Aken te vervolgen. Zodoende zijn er alleen aansluitingen van of naar Maastricht, het is niet mogelijk af te slaan richting Heerlen, de A79 eindigt hier ook na enkele honderden meters en gaat over in een gemeentelijke weg. Tot december 2013 was het onmogelijk om vanuit Maastricht naar Geleen af te slaan en omgekeerd. Ter hoogte van Imstenrade was geruime tijd een aansluiting gepland, maar door een herverdeling van budgetten is deze mogelijke aansluiting geschrapt.
Vlak voor de grens met Duitsland ligt nog een ruime aansluiting, het vroegere 'knooppunt Bocholtz'. In de oorspronkelijke plannen zou hier een autosnelweg van/naar Maastricht vanuit het zuidwesten aansluiten, maar daarvoor is de A79 later in de plaats gekomen. De viaducten van de rangeerbanen van het voormalige klaverblad zijn in 2001 opgeblazen. Een aantal verbindingswegen zijn opgeheven, verkeerslichten op de aansluitende weg hebben de functie hiervan overgenomen.
Ter hoogte van de grensovergang was de weg lange tijd een paar honderd meter lang een autoweg in plaats van een autosnelweg, waarschijnlijk een overblijfsel uit het verleden. Daarna continueert de weg als de Bundesautobahn 4, of kortweg de Duitse A4 naar Aken en Keulen.

## Aantal rijstroken en maximumsnelheid
| Traject                                       | Aantal rijstroken | Maximumsnelheid |
| --------------------------------------------- | ----------------- | --------------- |
| Belgische grens - Knooppunt Kerensheide       | 2×2               | 120 km/h*       |
| Knooppunt Kerensheide - Afslag Geleen         | ↓3 ↑4             | 120 km/h*       |
| Afslag Geleen - Knooppunt Kunderberg          | 2×2               | 120 km/h*       |
| Knooppunt Kunderberg - viaduct Imstenraderweg | ↓3 ↑2             | 130 km/h*       |
| viaduct Imstenraderweg - Duitse grens         | 2×2               | 130 km/h*       |
| * maximumsnelheid tussen 6-19h: 100 km/h      |                   |                 |